# Le Petit Colonel (film, 1960)
Pour les articles homonymes, voir Le Petit Colonel.
Pour plus de détails, voir Fiche technique et Distribution.
Le Petit Colonel (El pequeño coronel) est un film espagnol réalisé par Antonio del Amo, sorti en 1960. 

## Fiche technique
- Titre original : El pequeño coronel
- Réalisation : Antonio del Amo
- Scénario : Luis Antonio Ruiz et Antonio del Amo
- Photographie : Alfredo Fraile
- Musique : García Segura
- Montage : Petra de Nieva
- Durée : 85 min

## Distribution
- Joselito : Joselito
- Carlos Larrañaga : Eduardo
- María Mahor : Teresa
- Tomás Blanco : Don Martin
- Jesús Tordesillas : Don Esteban
- Fernando Sancho : Vinagre